# حسن دوم ادریسی
الحسن دوم بن القاسم کنون سیزدهمین و واپسین فرمانروای مراکش از دودمان ادریسی بود. او در سال ۹۵۴ بعد از وفات برادرش احمد یکم بر تخت نشست و تا سال ۹۷۴ که خلفای قرطبه بر تمام مراکش چیره‌گشتند بر سرزمینش سلطنت می‌کرد. پس از فتح مراکش به دست خلفای قرطبه که حکم دوم خلیفه آنان بود، او را به کوردوبا واقع در خلافت قرطبه (اسپانیای کنونی) تبعید کردند و او پس از گذراندن ۱۱ سال، در تاریخ ۹۸۵ میلادی در آنجا وفات یافت.